# Acalypha celebica
Acalypha celebica é uma espécie de flor do gênero Acalypha, pertencente à família Euphorbiaceae.